# Vespoidea
Осообразные, или Веспоидеа (лат. Vespoidea) — надсемейство подотряда Стебельчатобрюхие (Apocrita) отряда Перепончатокрылые насекомые (Hymenoptera). Встречаются повсеместно, во всех зоогеографических областях. В старом таксономическом объёме включало 10 семейств и около 25 000 видов (по другим данным, около 19 тысяч, в том числе, таких известных жалящих представителей, как осы, пчёлы и муравьи). В узком объёме включает только два семейства ос, а пчёл, некоторых ос и муравьёв рассматривают в отдельных надсемействах (Apoidea и Formicoidea). Для осообразных характерно общественное или субсоциальное поведение, строительство гнёзд, снабжение потомства кормом, использование яда и жала.

## Классификация
Существует несколько взглядов на классификацию этой группы жалящих перепончатокрылых. В старом таксономическом объёме включало почти всех ос (кроме Chrysidoidea), пчёл и муравьёв. Таксономический состав веспоидных семейств по старой системе Brothers (1999):
- Bradynobaenidae
- Formicidae — муравьи
- Mutillidae — осы-немки
- Pompilidae — дорожные осы
- Rhopalosomatidae
- Sapygidae
- Scoliidae
- Sierolomorphidae
- Tiphiidae
- Vespidae — осы настоящие (бумажные), шершни

Новейшие исследования (Pilgrim, 2008), основанные на четырех ядерных генах (копия F2 фактора элонгации-1α, длинноволновый родопсин, бескрылость, D2-D3 области 28S рибосомальной РНК (2700 bp)) (англ. elongation factor-1α F2 copy, long-wavelength rhodopsin, wingless, the D2-D3 regions of 28S ribosomal RNA (2700 bp)), показали, что схема взаимоотношений нуждается в изменении. Семейство Rhopalosomatidae должно рассматриваться в качестве сестринской группы к Vespidae, а клада Rhopalosomatidae + Vespidae является сестринской ко всем остальным веспоидам/апоидам. Некоторые другие группы также оказались парафилетичны.
В результате этих исследований (Pilgrim et al., 2008) надсемейство Vespoidea признано парафилетичным и поэтому подотряд Aculeata состоит из следующих 8 надсемейств:
- Apoidea (парафилетическая группа ос Ampulicidae — †Angarosphecidae — Crabronidae — Heterogynaidae — Sphecidae — incertae sedis и клада пчёл Anthophila: Andrenidae — Apidae — Colletidae — Halictidae — Megachilidae — Melittidae — †Paleomelittidae),
- Chrysidoidea (Bethylidae — Chrysididae — Dryinidae — Embolemidae — Plumariidae — Sclerogibbidae — Scolebythidae),
- Formicoidea (Armaniidae — Formicidae),
- Pompiloidea (Mutillidae — Myrmosidae — Pompilidae — Sapygidae, †Burmusculidae),
- Scolioidea (Bradynobaenidae — Scoliidae),
- Tiphioidea (Sierolomorphidae — Tiphiidae),
- Thynnoidea (Chyphotidae — Thynnidae),
- Vespoidea (Rhopalosomatidae — Vespidae).

При этом состав некоторых семейств изменился: Bradynobaenidae (Apterogyninae+Bradynobaeninae), Chyphotidae (Chyphotinae+Typhoctinae), Thynnidae (Anthoboscinae, Diamminae, Methochinae, Myzininae, Thynninae).